# Evans Paul

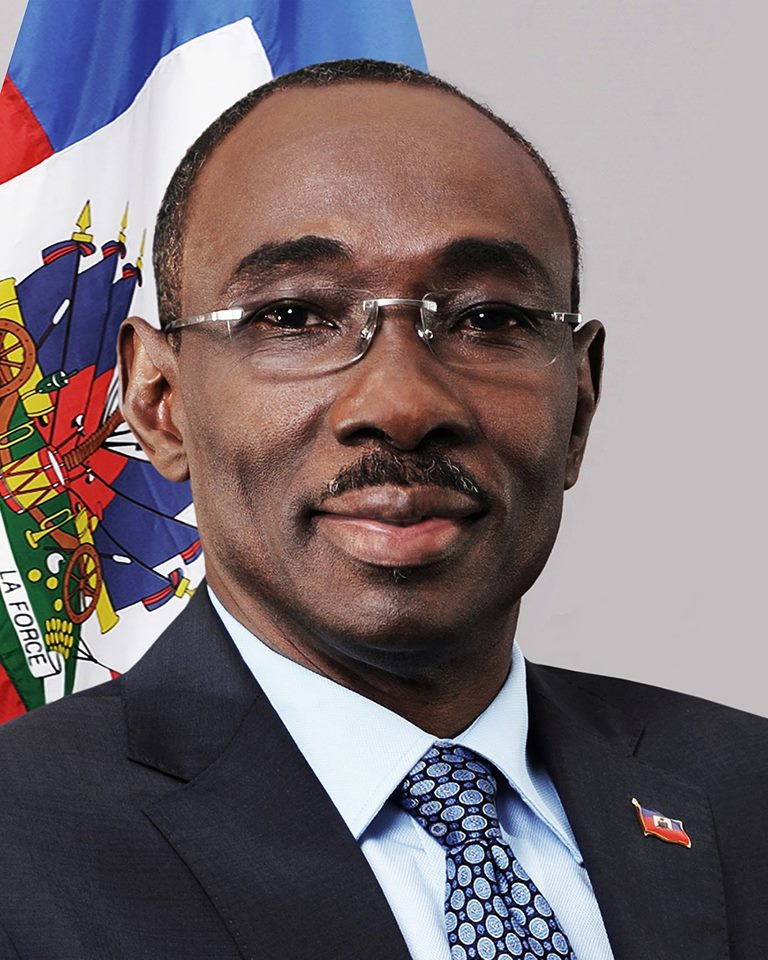
Evans Paul (2016)

Evans Paul (auch bekannt als Compère Plume, abgekürzt K-Plume oder KP, * 25. November 1955 in Port-au-Prince) ist ein haitianischer Journalist, Radio- und Fernsehmoderator und Politiker.
In den Jahren von 1974 bis 1976 moderierte Paul die Sendung „Plume“ (Schreibfeder) auf Radio Caraïbes. Von 1991 bis 1995 war er Bürgermeister von Port-au-Prince. Bei den Wahlen 2006 kandidierte er erfolglos für das Amt des Staatspräsidenten. Am 25. Dezember 2014 ernannte ihn Präsident Michel Martelly zum neuen Regierungschef. Er übte das Amt des Premierministers vom 16. Januar 2015 bis zum 26. Februar 2016 aus. Am 2. Februar 2016 trat er zurück, blieb aber aufgrund einer am 6. Februar unterzeichneten Vereinbarung mit dem Interimspräsidenten Jocelerme Privert noch kurze Zeit kommissarisch im Amt.

## Politisches Wirken

### Bürgermeister von Port-au-Prince
Im Jahr 1986 war Paul als politischer Aktivist an der Absetzung des Diktators Jean-Claude Duvalier beteiligt. Er wurde 1988 unter der Militärregierung von Prosper Avril verhaftet, gefoltert und zusammen mit anderen Oppositionellen im staatlichen Fernsehen als ein „prisonnier de la Toussaint“ (Gefangener von Allerheiligen) vorgeführt.
Paul wurde im Jahr 1990 als Nachfolger seiner Frau Irène Ridoré zum Bürgermeister von Port-au-Prince gewählt und bekleidete dieses Amt bis zum Staatsstreich von 1991. Nach der Rückkehr von Präsident Jean-Bertrand Aristide aus dem Exil wurde er am 29. September 1994 wieder in das Amt eingesetzt und blieb bis zum 25. Juni 1995 Bürgermeister, bevor er bei den Kommunalwahlen dem engagierten Sänger Manno Charlemagne unterlag. Er galt als enger Vertrauter des ehemaligen Präsidenten Jean-Bertrand Aristide und war eine Zeit lang als dessen Nachfolger im Gespräch, wurde später jedoch zu einem politischen Gegner.

### Premierminister von Haiti
Bei den Präsidentschaftswahlen des Jahres 2006 kandidierte Paul, erhielt jedoch nur 2,5 % der Stimmen.
Am 25. Dezember 2014 machte Präsident Michel Martelly ihn zum Premierminister. Beide Kammern des Parlaments waren zu der Zeit beschlussunfähig, so dass Paul das Amt ohne verfassungsmäßige Bestätigung antrat.
Er erklärte am 2. Februar 2016 seinen Rücktritt. Diesen Schritt begründete er damit, dass die Amtszeit von Präsident Martelly offiziell am 7. Februar 2016 ablief. In der Tat blieb Paul jedoch kommissarisch im Amt, bis der am 14. Februar von der Nationalversammlung zum provisorischen Präsidenten gewählte Jocelerme Privert am 26. Februar Fritz Jean zum Premierminister machte.
Im Juni 2016 führte Paul die „coalition d'opposition de l'Entente démocratique“ (oppositionelle Koalition der demokratischen Einheit) und forderte als solcher Jocelerme Privert auf, als Präsident abzutreten, da seine Übergangsamtszeit abgelaufen sei.